# 에릭 클로스
에릭 클로스(Eric Close, 1967년 5월 24일 ~ )는 미국의 배우이다.

## 출연 작품
- 열혈 변호사 - 케이시 역